# Flaga wspólnoty autonomicznej Madrytu
Flaga wspólnoty autonomicznej Madrytu – symbolizuje:
- czerwień, która jest barwą Kastylii;
- gwiazdy, pochodzące z herbu miasta stołecznego.

Przyjęta 23 grudnia 1983 roku. Posiada proporcje 7:11.